# La lettera (racconto)
La lettera (The Letter) è un racconto dello scrittore inglese William Somerset Maugham pubblicato per la prima volta  nel 1926 all'interno della raccolta The Casuarina Tree.

## Genesi dell'opera
La lettera è uno dei sei racconti pubblicati da Maugham nel 1926 nella raccolta The Casuarina Tree. I sei racconti avevano per protagonisti inglesi residenti in Malaysia o nel Borneo, all'epoca colonie britanniche, i quali, nell'ambiente tropicale, perdevano l'autocontrollo mentre le loro passioni precipitavano facilmente nel furore. La vicenda de La lettera sarebbe stata ispirata da un fatto realmente accaduto nel 1911: la moglie di un preside di una scuola superiore di Kuala Lumpur fu condannata per l'omicidio di un amico, ma graziata poco tempo dopo.
La vicenda ebbe un immediato successo: fu adattata dallo stesso Maugham in un dramma teatrale rappresentato nel 1927 al Playhouse Theatre di Londra avente come protagonista l'attrice Gladys Cooper, e fu trasportata per lo schermo già nel 1929 da Jean de Limur nel film The Letter e l'anno successivo da alcuni film muti girati contemporaneamente negli studi di Joinville-le-Pont, presso Parigi, per conto della Paramount, uno dei quali (La donna bianca) fu diretto dall'italiano Jack Salvatori.

## Trama
Il personaggio chiave del racconto è Mr. Joyce, un avvocato penalista inglese con lo studio a Singapore. Joyce riceve da Robert Crosbie, un piantatore inglese di gomma suo conoscente, l'incarico di difendere la moglie Leslie accusata di aver ucciso con un'arma da fuoco Geoffrey Hammond, un connazionale anch'egli proprietario di una piantagione di gomma in Malaysia. Leslie si difende affermando di aver reagito a un tentativo di stupro.
Inizialmente Joyce è perplesso per il fatto che Leslie ha sparato contro Hammond ben sei colpi di rivoltella, anziché uno. Ong Chi Seng, impiegato nello studio legale, avverte Joyce che la concubina cinese di Hammond conserva un biglietto, scritto ad Hammond da Leslie Crosbie il giorno precedente l'omicidio, nel quale la donna invitava Hammond a incontro in quanto suo marito sarebbe stato assente. Mr. Joyce chiede spiegazioni a Leslie sul contenuto della lettera, e la donna gli risponde che aveva invitato Hammond perché voleva acquistare da lui una tenuta da donare al proprio marito come regalo per il  compleanno. Joyce resta tuttavia perplesso soprattutto dal tono appassionato della lettera segno di una passione incomprensibile fra persone legate solo da interessi di natura economica. Nel frattempo Robert Crosbie, il marito di Leslie, versa una forte somma all'amante cinese di Hammond in cambio della lettera, che non sarà quindi utilizzata nel processo come prova contro la moglie.
Il processo termina con l'assoluzione di Leslie. Dopo il processo, tuttavia, Joyce incalza Leslie per conoscere la verità e la costringe a confessare, sconvolta, che Hammond era suo amante, che lei lo ha ucciso per gelosia verso la concubina cinese, e che suo marito Robert conosce la verità, ma la difende perché l'ama. Subito dopo la donna ritorna nuovamente calma e padrona di sé, come deve essere una donna inglese ben educata.

## Adattamenti

### Teatro
- La lettera dramma teatrale in tre atti di W. Somerset Maugham rappresentato nel 1927 al Playhouse Theatre di Londra avente come protagonista l'attrice Gladys Cooper[2]
- The Bloomers, musical di Clark Gesner messo in scena nel 2000

### Cinema
- The Letter - film del 1929 diretto da Jean de Limur
- Quattro film girati pressoché contemporaneamente nel 1930-31 negli studi della Paramount a Joinville-le-Pont (Francia)[3]:
  - La donna bianca, film in lingua italiana diretto da Jack Salvatori
  - La lettre, film in lingua francese diretto da Louis Mercanton
  - Weib im Dschungel, film in lingua tedesca diretto da Dimitri Buchowetzki
  - La carta, film in lingua spagnola diretto da Adelqui Migliar
- Ombre malesi - film del 1940 diretto da William Wyler
- Le donne erano sole - film del 1947 diretto da Vincent Sherman
- Mutamenti del destino - film del 1987 diretto da Kira Muratova[4]

## Edizioni
- W. Somerset Maugham, The Casuarina Tree – Six Stories, London: Heinemann, 1926; The Collected Edition, Heinemann, London, 1966
- W. Somerset Maugham, La lettera; traduzione di Franco Salvatorelli, Coll. Biblioteca minima n. 28, Milano: Adelphi, 2008, 69 p.; ISBN 978-88-459-2316-6